# Под прицел
Под прицел (на английски: In the Line of Fire) e криминален трилър режисиран от Волфганг Петерсен, който излиза на екран през 1993 година. Главните роли се изпълняват от Клинт Истууд, Джон Малкович и Рене Русо.
Филмът разказва историята на агента от тайните служби Франк Хориган (Истууд), който е в предпенсионните си години след дълга служба за президента на страната, когато се появява психопатът Мич Лиъри (Малкович), изготвящ прецизен план за премахването на настоящия президент. Лиъри започва да разиграва Хориган и екипа, поставяйки на изпитание както отслабващите му физически възможности, така и психическата му устойчивост напомняйки му постоянно, че не се е справил със задачата си при убийството на Джон Кенеди преди години, когато Хориган е бил млад агент на служба точно в деня на инцидента.
На 66-ата церемония по връчване на наградите „Оскар“, „Под прицел“ е номиниран за отличието в 3 категории, в това число за най-добър оригинален сценарий и най-добра поддържаща мъжка роля за великолепното изпълнение на Джон Малкович.

## В ролите
| Актьор          | Роля                                    |
| --------------- | --------------------------------------- |
| Клинт Истууд    | Франк Хориган – агент от тайните служби |
| Джон Малкович   | Мич Лиъри                               |
| Рене Русо       | Лили Рейнс – агент от тайните служби    |
| Дилън Макдермът | Ал Д`Андреа – агент от тайните служби   |
| Гери Коул       | Бил Уотс – началник в тайните служби    |
| Фред Томпсън    | Хари Сарджънт – началник в „Белия дом“  |
| Джон Махони     | Сам Кампаня                             |
| Джим Кърли      | президента на САЩ                       |

## Любопитни факти
- Няколко от сцените с президентската кампания са взети от действителната кампания на Бил Клинтън през 1992 година.[3]
- За сцената с убийството на банковата чиновничка и нейната съквартирантка, Джон Малкович е предложил да бъде включено и убийство на тяхното куче, което се забелязва в епизода. Режисьорът Волфганг Петерсен обаче е сметнал, че насилието ще стане твърде много и отхвърля идеята.[3]
- При сцената с преследването по покривите, Малкович импровизира, когато захапва насочения към него пистолет. Режисьора харесва действието и то остава във филма. В същата сцена, 62-годишния тогава Клинт Истууд, изпълнява сам висенето от корниза над шестия етаж (привързан с осигурителен колан). Отскачането към пожарната стълба обаче е изпълнено от каскадьор.[3]
- Телефонния номер, който героят на Истууд открива под леглото при обиска, всъщност е номера на филмовата компания „Сони Пикчърс“.[3]
- Глен Клоуз и Шарън Стоун отхвърлят предложената им роля, изпълнена от Рене Русо.[3]
- Робърт Де Ниро е първия избор за ролята на Мич Лиъри. Той отклонява предложението поради ангажименти с филма История от Бронкс. Имената на Робърт Дювал и Джак Никълсън също са обмисляни за ролята.[3]
- Когато Робърт Редфорд, който първоначално е привлечен за ролята на агент Хориган, напуска проекта, тя е предложена на Шон Конъри но той отхвърля предложението.[3]
- За да се подготви за ролята, Малкович живее в пълно усамотение в продължение на месец в навечерието на снимките, искайки да усети чувството за изолираност на героя си. През този месец, той не излиза от дома си, не отговоря на телефона и почти не пуска телевизора.[3]
- Сценарият на Джеф Макгуайър, за който той е номиниран за награда Оскар, се подхвърля из холивудските студия в продължение на 10 години, преди да му бъде обърнато внимание.[3]
- Компанията на Роб Райнър - „Castle Rock Entertainment“, откупува правата върху сценария на Макгуайър за 1 000 000 долара.[3]
- В един от телефонните разговори, Малкович цитира части от поемата на Алан Сийгър - „I Have a Rendezvous With Death“ (Имам рандеву със смъртта).[3]

## Награди и Номинации
| Награди                              | Награди                            | Награди        | Награди   |
| Награда                              | Категория                          | Име            | Резултат  |
| ------------------------------------ | ---------------------------------- | -------------- | --------- |
| Награди „Оскар“                      | Най-добър актьор в поддържаща роля | Джон Малкович  | номинация |
| Награди „Оскар“                      | Най-добро редактиране              | Ани В. Коатс   | номинация |
| Награди „Оскар“                      | Най-добър оригинален сценарий      | Джеф Макгуайър | номинация |
| Награди БАФТА                        | Най-добър актьор в поддържаща роля | Джон Малкович  | номинация |
| Награди БАФТА                        | Най-добро редактиране              | Ани В. Коатс   | номинация |
| Награди БАФТА                        | Най-добър оригинален сценарий      | Джеф Макгуайър | номинация |
| Награди „Златен глобус“              | Най-добър актьор в поддържаща роля | Джон Малкович  | номинация |
| Награди на писателската гилдия (САЩ) | Най-добър оригинален сценарий      | Джеф Макгуайър | номинация |

## Български дублажи
| Озвучаващи артисти  | Таня Димитрова Калин Сърменов Димитър Иванчев Светломир Радев Йосиф Шамли Христо Чешмеджиев |
| Преводач            | Антонина Иванова                                                                            |
| Тонрежисьор         | Стефан Македонски                                                                           |
| Режисьор на дублажа | Чавдар Монов                                                                                |

| Озвучаващи артисти  | Ани Василева Христина Ибришимова Васил Бинев Георги Георгиев – Гого Димитър Иванчев Христо Узунов |
| Преводач            | Ирина Ценкова                                                                                     |
| Тонрежисьор         | Цветомир Цветков                                                                                  |
| Режисьор на дублажа | Димитър Кръстев                                                                                   |